# Avenida de Balide
Die Avenida de Balide (ehemals der Südteil der Estrada de Balide) ist die Hauptstraße von Balide, eines Stadtteils der osttimoresischen Landeshauptstadt Dili. Sie hat eine Länge von etwa 1,3 Kilometern.

## Verlauf

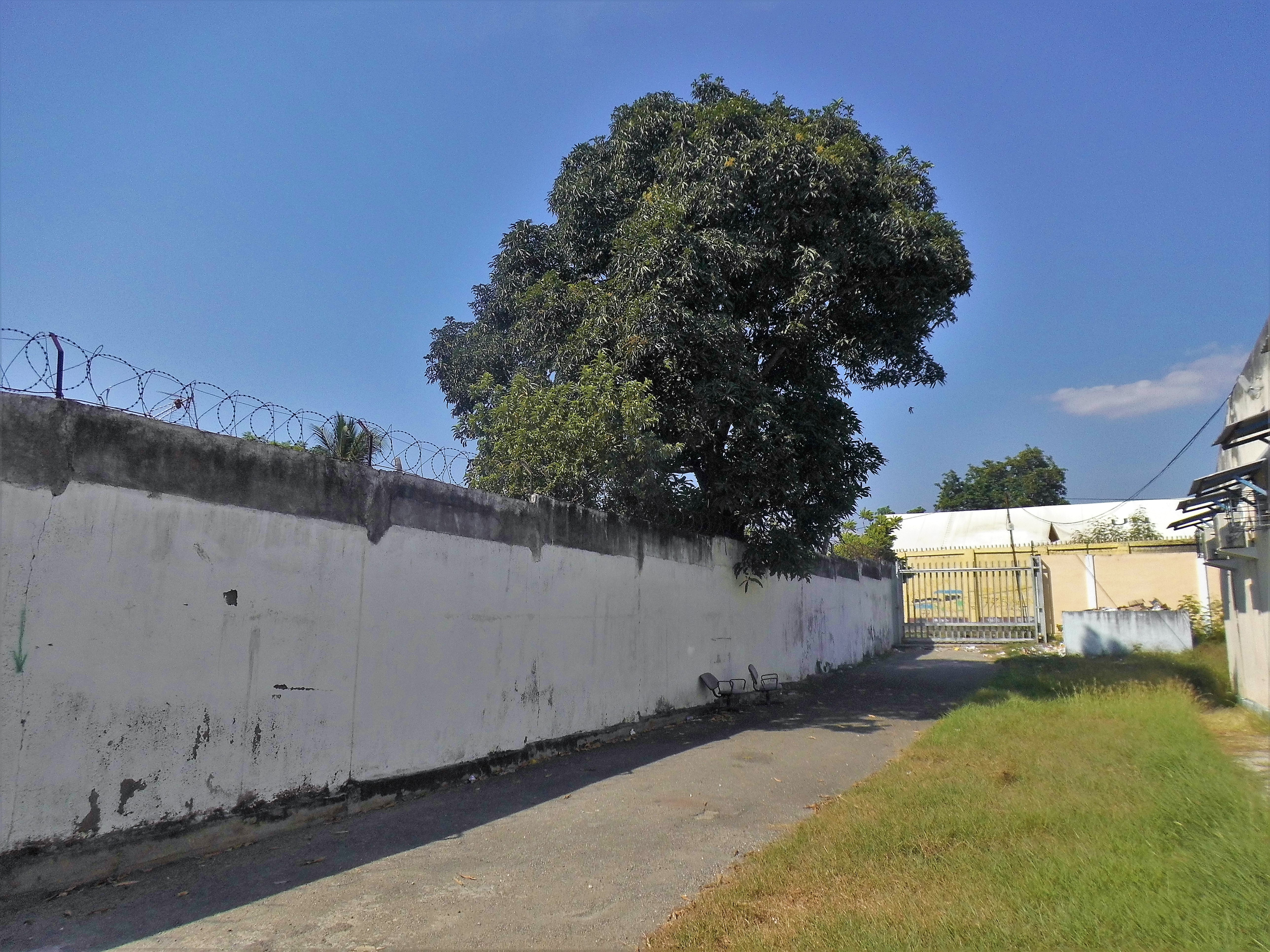
Das ehemalige Gefängnis Comarca

Die ehemalige Estrada de Balide wurde nach der Unabhängigkeit Osttimors 2002 in zwei getrennte Straßen geteilt. Die von Nord nach Süd verlaufende Avenida Mártires da Pátria wird mit Erreichen des Stadtteils Balide und dem Schwenk nach Osten zur Avenida de Balide, die den gesamten Stadtteil durchquert. An der Kurve treffen die Sucos Vila Verde, Caicoli und Mascarenhas aufeinander. Auf dem ersten Stück bildet die Avenida de Balide auch die Grenze zwischen Caicoli und Mascarenhas, bevor letztere den Sprung über die Straße nach Norden macht. Die Avenida de Balide bleibt dann auch in dem Suco, bis sie auf die Avenida Bispo Medeiros trifft und danach in die Rua 12 de Novembro im Suco Santa Cruz übergeht.
An der Avenida de Balide befinden sich die Escola 04 de Setembro, das Gefängnis Comarca, mit Museum und dem Centro Nacional Chega!, eine Zweigstelle des Finanzministeriums und die Direção Nacional de Transportes Terrestres (DNTT).